# Bandra
Bandra (Wandren, Bdndora, Vandra, maratha वांद्रे) és una antiga municipalitat i ara vila suburbana a l'illa de Salsette, a Western Bombai a la punta sud de l'illa connectada amb l'illa de Bombai per un pont. El 1901 tenia 22.075 habitants i modernament no té estadiística separada. És coneguda popularment com a "Reina dels Suburbis" i famosa per les seves esglésies i els temples de foc dels parsis. El nom derivaria del persa Bandar (port).
Aquesta zona estava governada per la dinastia Silhara al segle xii i es deia Bandora segons inscripcions funeràries. El 1543 van desembarcar els portuguesos a les set illes de Bombai i van donar la senyoria de Bandra als jesuïtes, junt amb Parel, Wadala i Sion. El 1570 els jesuïtes van construir una església i un col·legi (Santa Anna); l'església encara funcionava al segle XVIII; els portuguesos van construir altres edificis incloent l'església de Sant Andreu. Sis esglésies catòliques en quatre km² encara es conserven, i són la basílica de Nostra Senyora de la Muntanya o de Maria de la Muntanya, Mont Carmel, Sant Pere, Sant Andreu, Santa Teresa, Santa Anna i Sant Aloisius.

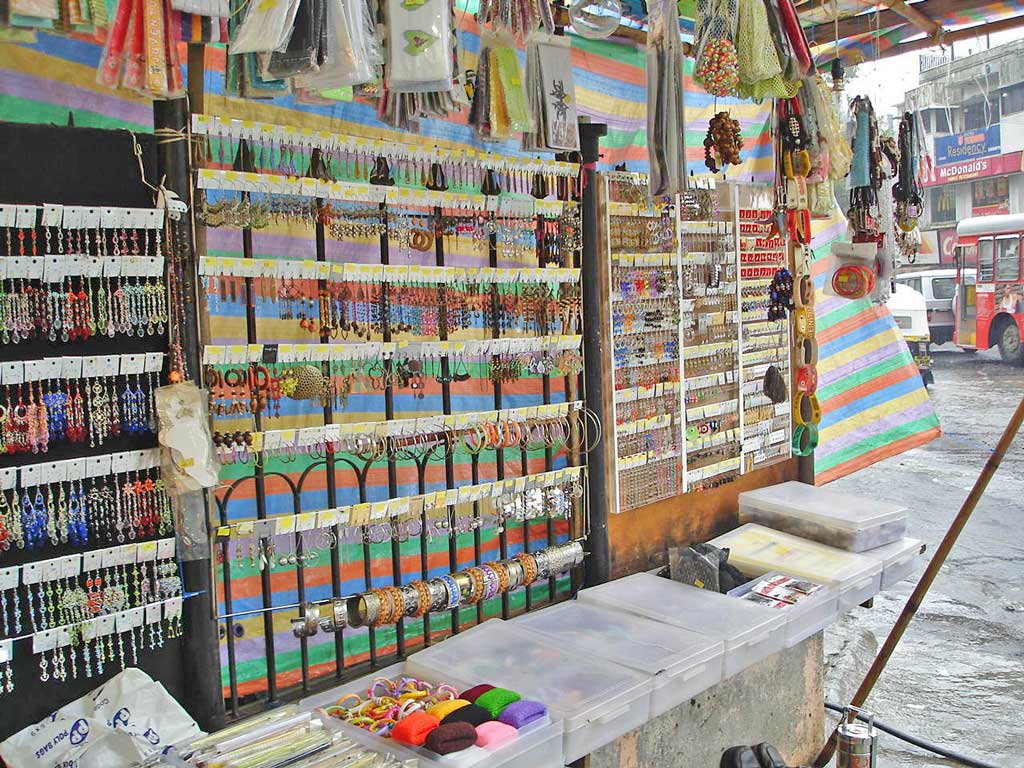
Linking Road

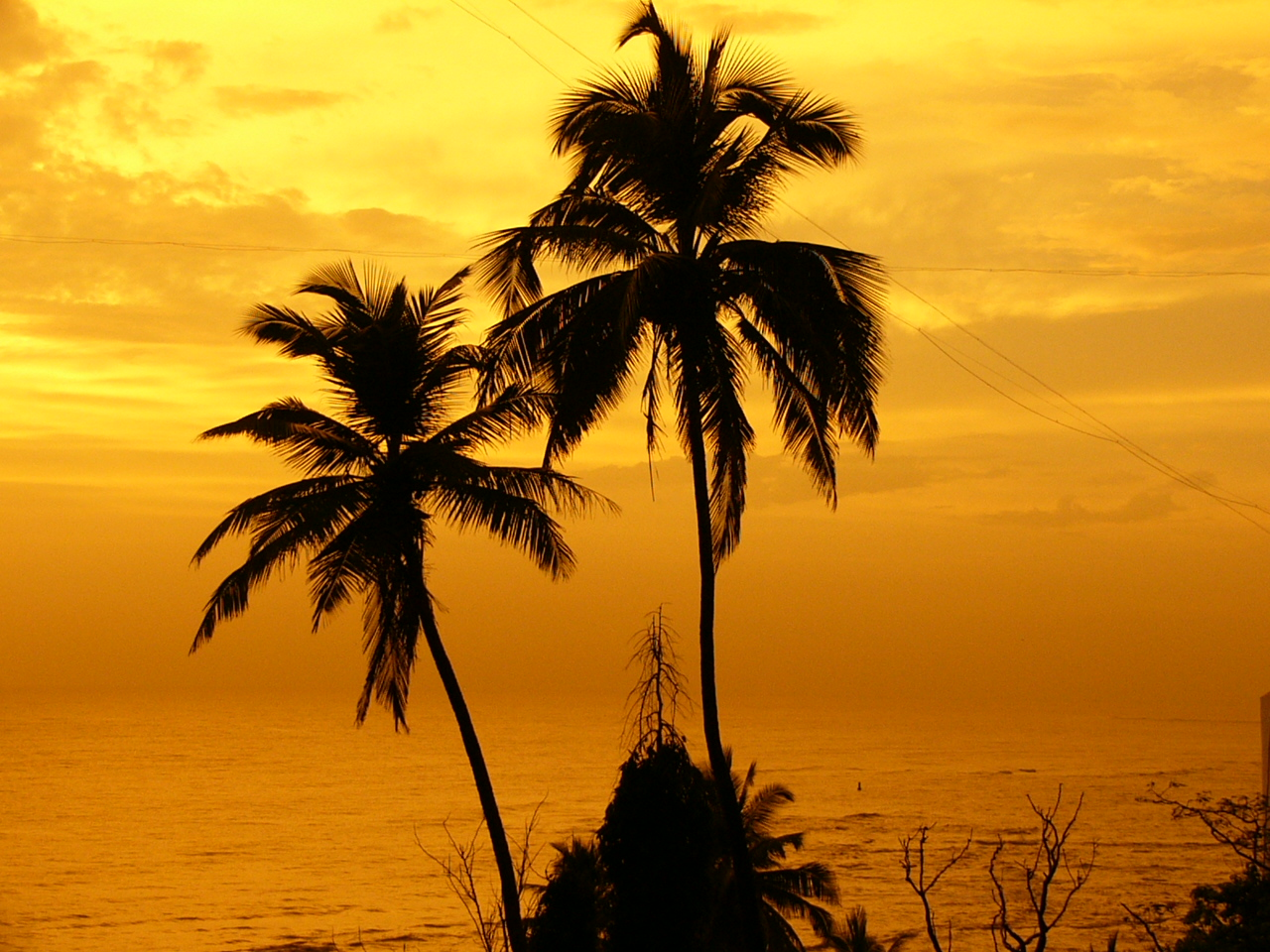
posta del sol

El 1876 fou declarada municipalitat incloent a més de Bandra a Naupada, Khar, Pali, Varoda, Chimbai, Katwadi, Mala Sherli, Rajan, i Danda. Durant el segle xx va passar a ser un suburbi de Bombai i es va dividir en Bandar East i West.
Suburbis veïns són: 
- Dharavi,
- Khar
- Kurla
- Mahim
- Santacruz